# كادموس
كادموس، هو كابل اتصالات بحري يقع في البحر الأبيض المتوسط، يربط بين قبرص، ولبنان.
تم تصميمه ليبلغ سعة نقله 622 ميجابايت / ثانية، ويبلغ طول الكابل 230 كيلومتر وقد بدأ الكابل في العمل من 8 سبتمبر 1995.
و هو يصل بين :
- بنتاسكيناوس، قبرص.
- بيروت، لبنان.